# Херсонские военные поселения
Херсонские (также — Новороссийские) кавалерийские военные поселения — военные поселения Российской империи, элемент системы организации армии Российской империи в 1817—1857 годах. Размещались в междуречье Южного Буга и Днепра на землях селений бывшего округа поселения Бугского казачьего войска и на землях казенных селений Александрийского и Елисаветградского уездов Херсонской губернии и Верхнеднепровского уезда Екатеринославской губернии. Самые масштабные кавалерийские военные поселения в Российской империи.

## История
Херсонские военные поселения начали формироваться в 1817 году и являлись частью программы развёртывания военных поселений в Российской империи и организовывались на территориях Бугского казачьего войска. Согласно приказу июня 1817 года, Бугское казачье войско подлежало расформированию, а его казаки поступали в распоряжение графа Ивана Витта, формировавшего военные поселения и кавалерийские полки. Станицы бугских казаков должны были составить основу поселений. Обследуя в 1818 году районы, предназначенные для округов поселения, Витт в 1818 году отмечал удобство территорий для занятия хлебопашеством и скотоводством, и писал, что здесь «земля с избытком вознаграждает трудолюбивого поселянина».
Военные подразделения Херсонского (позже Новороссийского) кавалерийского военного поселения принимали участие в ряде боевых действий и войн, в которых участвовала Российская империя, в частности, в русско-турецкой войне 1828-1829 годов, в подавлении Польского восстания 1830 года и подавлении Венгерского восстания в 1849 году, в Крымской войне 1853-1856 годов.
Поселения были расформированы в ходе Военной реформы Александра II.

## Административное устройство
Херсонское (Новороссийское) военное поселение состояло из трёх поселённых дивизий: Бугской уланской дивизии (Бугский, Вознесенский, Овидиопольский и Одесский полки), 3-й Украинской уланской дивизии (Елисаветградский, Новоархангельский, Новомиргородский и Украинский полки) и 3-й кирасирской дивизии (Княгини Елены Павловны, Орденский, Принца Альберта и Стародубовский полки).

## Хозяйственное устройство
Кавалерийские военные поселения имели отличную от пехотных военных поселений хозяйственно-организационную структуру, обладая более представительной по сравнению с ними материальной базой и экономическим потенциалом. Это давало возможность правительству осуществлять хозяйственное развитие кавалерийских округов на более рациональной основе и качественно иных принципах, предоставляя лишь минимальное финансирование. Устойчивое развитие хозяйственных моносистем (военнопоселянских хозяйств), а также всей хозяйственной системы кавалерийских округов обеспечивалось счет привлечения внутренних резервов и средств, получаемых от различных отраслей сельскохозяйственного производства.

## Состав
К 1832 году, на момент завершения формирования, территория херсонских военных поселений составляла 1241624 десятины, общая площадь удобных угодий составляла 1187550 десятин. В округах военных поселений были расквартированы две уланские и одна кирасирская дивизия, в составе которых было 12 полков или 144 эскадрона. Численность населения поселенческих округов в это же время составляла 218859 человек без учёта состава действующих и резервных эскадронов.